# حمایت توسعه رسمی
حمایت توسعه رسمی(ODA) (به انگلیسی:Official development assistance) مقوله‌ای است که توسط کمیته کمک به توسعه (DAC) و سازمان توسعه و همکاری اقتصادی (OECD) برای اندازه‌گیری کمک‌های خارجی مورد استفاده قرار می‌گیرد. کمیته کمک به توسعه برای اولین بار این مفهوم را در سال ۱۹۶۹ به تصویب رسانده‌است. این به منابع مادی اعطا شده توسط دولتهای کشورهای ثروتمندتر (توسعه یافته) برای ارتقا توسعه اقتصادی کشورهای فقیرتر (درحال توسعه) و رفاه مردم آن‌ها گفته می‌شود.
آژانس دولتی اهدا کننده ممکن است این منابع را به دولت کشور دریافت کننده بدهد یا از طریق سازمان‌های دیگر غیردولتی پرداخت کنند. بیشتر حمایت توسعه رسمی به صورت کمک بلاعوض است، اما برخی از آن‌ها تحت عنوان وام نرم (کم بهره) نیز هستند. در سال ۲۰۱۹ میزان کمک‌ها به این سازمان به ۱۵۲ میلیارد دلار آمریکا رسید. این اهدا توسط ۱۶۸ عضو این سازمان انجام شده بود.

## کشورهای عضو

کشورهای عضو حمایت توسعه رسمی

از سال ۱۹۶۰ پنج اهدا کننده بزرگ سازمان حمایت توسعه رسمی عبارت بودند از: ایالات متحده آمریکا، آلمان، انگلستان، ژاپن و فرانسه. ۱۰ اهدا کننده برتر حمایت توسعه رسمی در سال ۲۰۱۹ عبارت بودند از: ایالات متحده، آلمان، انگلستان، فرانسه، ژاپن، ترکیه، هلند، سوئد، کانادا و ایتالیا. البته ترکیه فقط به دلیل پناهندگان سوری در ترکیه در این لیست قرار گرفته‌است.